# Recopa de Europa 1987-88
La Recopa de Europa 1987-88 fue la vigesimoctava edición de la Recopa de Europa, en la que participaron los campeones nacionales de copa en la temporada anterior. En esta edición participaron 33 clubes pertenecientes a 32 federaciones nacionales diferentes. En esta edición no participó el Coventry City por la Tragedia de Heysel.
La final, disputada a partido único, enfrentó al Ajax Ámsterdam, vigente campeón con el Y.R. K.V. Mechelen en el Stade de la Meinau, en Estrasburgo, donde venció el equipo belga por 1-0. El Malinas, donde destacaban jugadores como el guardameta Michel Preud'homme (prestigioso internacional con Bélgica) o el holandés Erwin Koeman, fue un campeón absolutamente inesperado que sorprendió a unos ajacied vistos como grandes favoritos.

## Ronda previa
| Equipo 1     | Agr. | Equipo 2        | Ida | Vuelta |
| ------------ | ---- | --------------- | --- | ------ |
| AEL Limassol | 1–6  | Dunajská Streda | 0–1 | 1–5    |

Ida
| 23-8-1987 | AEL Limassol | 0–1     | Dunajská Streda | Tsirio Stadium, Limassol                                  |                                                           |
|           |              | Reporte | Majoros 66'     | Asistencia: 5,586 espectadores Árbitro(s): Heinz Holzmann | Asistencia: 5,586 espectadores Árbitro(s): Heinz Holzmann |

Vuelta
| 27-8-1987 | Dunajská Streda                                                    | 5–1 (Global 6-1) | AEL Limassol     | Mestský štadión, Dunajská Streda                           |                                                            |
|           | Mičinec 6', 39' · J. Medgyes 20' · Pavlík 27' · Majoros 85' (pen.) | Reporte          | Aristotelous 69' | Asistencia: 4,501 espectadores Árbitro(s): Stjepan Glavina | Asistencia: 4,501 espectadores Árbitro(s): Stjepan Glavina |

## Dieciseisavos de final
| Equipo 1           | Agr.                 | Equipo 2         | Ida | Vuelta |
| ------------------ | -------------------- | ---------------- | --- | ------ |
| Mechelen           | 3–0                  | Dinamo București | 1–0 | 2–0    |
| St Mirren          | 1–0                  | Tromsø           | 1–0 | 0–0    |
| Real Sociedad      | 2–0                  | Śląsk Wrocław    | 0–0 | 2–0    |
| Dinamo Minsk       | 4–1                  | Gençlerbirliği   | 2–0 | 2–1    |
| Vitosha Sofia      | 2–3                  | OFI              | 1–0 | 1–3    |
| Merthyr Tydfil     | 2–3                  | Atalanta         | 2–1 | 0–2    |
| ÍA                 | 0–1 (t. s.)          | Kalmar FF        | 0–0 | 0–1    |
| Sporting CP        | 6–4                  | Swarovski Tirol  | 4–0 | 2–4    |
| Vllaznia           | 6–0                  | Sliema Wanderers | 2–0 | 4–0    |
| RoPS               | 1–1                  | Glentoran        | 0–0 | 1–1    |
| Lokomotive Leipzig | 0–1                  | Marseille        | 0–0 | 0–1    |
| Aalborg BK         | 1–1 (t. s.) (2–4 p.) | Hajduk Split     | 1–0 | 0–1    |
| Újpesti Dózsa      | 2–3                  | Den Haag         | 1–0 | 1–3    |
| Dunajská Streda    | 3–4                  | Young Boys       | 2–1 | 1–3    |
| Avenir Beggen      | 0–8                  | Hamburg          | 0–5 | 0–3    |
| Ajax               | 6–0                  | Dundalk          | 4–0 | 2–0    |

Ida
| 13-9-1987 | Vllaznia               | 2–0     | Sliema Wanderers | Stadiumi Vojo Kushi, Shkodër                                |                                                             |
|           | Bushati 53' · Jera 68' | Reporte |                  | Asistencia: 12,500 espectadores Árbitro(s): Vasilis Nikakis | Asistencia: 12,500 espectadores Árbitro(s): Vasilis Nikakis |

| 15-9-1987 | ÍA | 0–0     | Kalmar FF | Akranesvöllur, Akranes                                      |                                                             |
|           |    | Reporte |           | Asistencia: 2,108 espectadores Árbitro(s): Thorodd Presberg | Asistencia: 2,108 espectadores Árbitro(s): Thorodd Presberg |

| 15-9-1987 | Sporting CP                              | 4–0     | Swarovski Tirol | Estádio José Alvalade, Lisboa                                     |                                                                   |
|           | Sealy 7', 41' · Cascavel 24' (pen.), 83' | Reporte |                 | Asistencia: 51,000 espectadores Árbitro(s): Marcel Van Langenhove | Asistencia: 51,000 espectadores Árbitro(s): Marcel Van Langenhove |

| 15-9-1987 | Avenir Beggen | 0–5     | Hamburg                                                      | Stade rue Henri Dunant, Luxembourg                            |                                                               |
|           |               | Reporte | Labbadia 9', 70' · Laubinger 44' · Okoński 58' · Dittmer 83' | Asistencia: 2,200 espectadores Árbitro(s): Alphonse Costantin | Asistencia: 2,200 espectadores Árbitro(s): Alphonse Costantin |

| 16-9-1987 | Mechelen     | 1–0     | Dinamo București | Achter de Kazerne, Mechelen                                           |                                                                       |
|           | den Boer 50' | Reporte |                  | Asistencia: 7,182 espectadores Árbitro(s): Ildefonso Urizar Azpitarte | Asistencia: 7,182 espectadores Árbitro(s): Ildefonso Urizar Azpitarte |

| 16-9-1987 | St Mirren   | 1–0     | Tromsø | Love Street, Paisley                                    |                                                         |
|           | McDowall 3' | Reporte |        | Asistencia: 7,797 espectadores Árbitro(s): Ignace Goris | Asistencia: 7,797 espectadores Árbitro(s): Ignace Goris |

| 16-9-1987 | Real Sociedad | 0–0     | Śląsk Wrocław | Estadio San Mamés, Bilbao                               |                                                         |
|           |               | Reporte |               | Asistencia: 6,251 espectadores Árbitro(s): Carlo Longhi | Asistencia: 6,251 espectadores Árbitro(s): Carlo Longhi |

| 16-9-1987 | Dinamo Minsk                     | 2–0     | Gençlerbirliği | Dinamo Stadium, Minsk                                |                                                      |
|           | Zygmantovich 83' · Gotsmanov 88' | Reporte |                | Asistencia: 27,000 espectadores Árbitro(s): Eero Aho | Asistencia: 27,000 espectadores Árbitro(s): Eero Aho |

| 16-9-1987 | Vitosha Sofia      | 1–0     | OFI | Vasil Levski, Sofia                                    |                                                        |
|           | Sirakov 87' (pen.) | Reporte |     | Asistencia: 7,500 espectadores Árbitro(s): Helmut Kohl | Asistencia: 7,500 espectadores Árbitro(s): Helmut Kohl |

| 16-9-1987 | Merthyr Tydfil            | 2–1     | Atalanta   | Penydarren Park, Merthyr Tydfil                           |                                                           |
|           | Rogers 34' · Williams 82' | Reporte | Progna 41' | Asistencia: 4,100 espectadores Árbitro(s): Charles Gilson | Asistencia: 4,100 espectadores Árbitro(s): Charles Gilson |

| 16-9-1987 | RoPS | 0–0     | Glentoran | Keskuskenttä, Rovaniemi                                 |                                                         |
|           |      | Reporte |           | Asistencia: 3,987 espectadores Árbitro(s): Douglas Hope | Asistencia: 3,987 espectadores Árbitro(s): Douglas Hope |

| 16-9-1987 | Lokomotive Leipzig | 0–0     | Marseille | Zentralstadion, Leipzig                                      |                                                              |
|           |                    | Reporte |           | Asistencia: 30,800 espectadores Árbitro(s): Erik Fredriksson | Asistencia: 30,800 espectadores Árbitro(s): Erik Fredriksson |

| 16-9-1987 | Aalborg BK | 1–0     | Hajduk Split | Aalborg Stadion, Aalborg                                   |                                                            |
|           | Boye 63'   | Reporte |              | Asistencia: 6,800 espectadores Árbitro(s): Klaus Scheurell | Asistencia: 6,800 espectadores Árbitro(s): Klaus Scheurell |

| 16-9-1987 | Újpesti Dózsa     | 1–0     | Den Haag | Megyeri úti stadion, Budapest                                    |                                                                  |
|           | Herédi 31' (pen.) | Reporte |          | Asistencia: 3,288 espectadores Árbitro(s): Karl-Heinz Tritschler | Asistencia: 3,288 espectadores Árbitro(s): Karl-Heinz Tritschler |

| 16-9-1987 | Dunajská Streda         | 2–1     | Young Boys | Mestský štadión, Dunajská Streda                              |                                                               |
|           | Mičinec 9' · Kašpar 37' | Reporte | Zuffi 22'  | Asistencia: 5,672 espectadores Árbitro(s): Ignace van Swieten | Asistencia: 5,672 espectadores Árbitro(s): Ignace van Swieten |

| 16-9-1987 | Ajax                                                  | 4–0     | Dundalk | De Meer Stadion, Amsterdam                                               |                                                                          |
|           | Rijkaard 65' · Blind 73' · Winter 81' · Stapleton 85' | Reporte |         | Asistencia: 15,712 espectadores Árbitro(s): José María Enríquez Negreira | Asistencia: 15,712 espectadores Árbitro(s): José María Enríquez Negreira |

Vuelta
| 28-9-1987                                         | Glentoran  | 1–1 (Global 1-1) | RoPS       | The Oval, Belfast                                               |                                                                 |
|                                                   | Caskey 65' | Reporte          | Kallio 63' | Asistencia: 4,101 espectadores Árbitro(s): Guðmundur Haraldsson | Asistencia: 4,101 espectadores Árbitro(s): Guðmundur Haraldsson |
| RoPS clasifica por la regla del gol de visitante. |            |                  |            |                                                                 |                                                                 |

| 29-9-1987 | Sliema Wanderers | 0–4 (Global 0-6) | Vllaznia                                                   | Ta' Qali, Attard                                       |                                                        |
|           |                  | Reporte          | Pashaj 15' · Vukatana 59' · Rragami 70' (pen.) · Fakja 83' | Asistencia: 800 espectadores Árbitro(s): Aldo Soldatic | Asistencia: 800 espectadores Árbitro(s): Aldo Soldatic |

| 30-9-1987 | Dinamo București | 0–2 (Global 0-3) | Mechelen                   | Stadionul Dinamo, Bucarest                                |                                                           |
|           |                  | Reporte          | Hofkens 39' · den Boer 71' | Asistencia: 15,000 espectadores Árbitro(s): Pietro D'Elia | Asistencia: 15,000 espectadores Árbitro(s): Pietro D'Elia |

| 30-9-1987 | Tromsø | 0–0 (Global 0-1) | St Mirren | Alfheim Stadion, Tromsø                                 |                                                         |
|           |        | Reporte          |           | Asistencia: 5,114 espectadores Árbitro(s): Kurt Horsted | Asistencia: 5,114 espectadores Árbitro(s): Kurt Horsted |

| 30-9-1987 | Śląsk Wrocław | 0–2 (Global 0-2) | Real Sociedad               | Stadion Olimpijski, Breslavia                          |                                                        |
|           |               | Reporte          | Loren 76' · Begiristain 82' | Asistencia: 25,000 espectadores Árbitro(s): Jan Keizer | Asistencia: 25,000 espectadores Árbitro(s): Jan Keizer |

| 30-9-1987 | Gençlerbirliği | 1–2 (Global 1-4) | Dinamo Minsk                 | Ankara 19 Mayıs Stadyumu, Ankara                            |                                                             |
|           | Tuncay 29'     | Reporte          | Derkach 69' · Kondratiev 84' | Asistencia: 7,445 espectadores Árbitro(s): Adrian Porumboiu | Asistencia: 7,445 espectadores Árbitro(s): Adrian Porumboiu |

| 30-9-1987 | OFI Crete                                       | 3–1     | Vitosha Sofia | Yedi Kule, Heraklion                                     |                                                          |
|           | Tsimbos 26' · Marinakis 48' · Charalambidis 68' | Reporte | Kurdov 71'    | Asistencia: 12,036 espectadores Árbitro(s): Bruno Galler | Asistencia: 12,036 espectadores Árbitro(s): Bruno Galler |

| 30-9-1987 | Atalanta                     | 2–0     | Merthyr Tydfil | Stadio Atleti Azzurri d'Italia, Bergamo                   |                                                           |
|           | Garlini 16' · Cantarutti 21' | Reporte |                | Asistencia: 7,901 espectadores Árbitro(s): Victor Mintoff | Asistencia: 7,901 espectadores Árbitro(s): Victor Mintoff |

| 30-9-1987 | Kalmar FF          | 1–0 (t. s.)(Global 1-0) | ÍA | Fredriksskans, Kalmar                                          |                                                                |
|           | Alexandersson 102' | Reporte                 |    | Asistencia: 1,067 espectadores Árbitro(s): Tadeusz Diakonowicz | Asistencia: 1,067 espectadores Árbitro(s): Tadeusz Diakonowicz |

| 30-9-1987 | Swarovski Tirol                                      | 4–2 (Global 4-6) | Sporting CP              | Tivoli, Innsbruck                                        |                                                          |
|           | Marko 16' · Roscher 53' · Pezzey 69' · Linzmaier 85' | Reporte          | Sealy 57' · Cascavel 67' | Asistencia: 4,500 espectadores Árbitro(s): Paolo Casarin | Asistencia: 4,500 espectadores Árbitro(s): Paolo Casarin |

| 30-9-1987 | Marseille | 1–0 (Global 1-0) | Lokomotive Leipzig | Stade Vélodrome, Marseille                                |                                                           |
|           | Allofs 8' | Reporte          |                    | Asistencia: 23,680 espectadores Árbitro(s): Franz Gächter | Asistencia: 23,680 espectadores Árbitro(s): Franz Gächter |

| 30-9-1987 | Hajduk Split                        | 1–0 (t. s.)(4–2 p.)(Global 1-1) | Aalborg BK                                   | Stadion Poljud, Split                                 |                                                       |
|           | Asanović 43' (pen.)                 | Reporte                         |                                              | Asistencia: 7,422 espectadores Árbitro(s): Sadık Deda | Asistencia: 7,422 espectadores Árbitro(s): Sadık Deda |
|           |                                     | Tiros desde el punto penal      |                                              |                                                       |                                                       |
|           | Bursać · Dražić · Miljuš · Asanović |                                 | Simonsen · Dissing · Boye · Henrik P. Hansen |                                                       |                                                       |

| 30-9-1987 | Den Haag                          | 3–1 (Global 3-2) | Újpesti Dózsa | Zuiderparkstadion, The Hague                             |                                                          |
|           | Boere 22', 24' · Varga 82' (a.g.) | Reporte          | Rostás 89'    | Asistencia: 11,500 espectadores Árbitro(s): Neil Midgley | Asistencia: 11,500 espectadores Árbitro(s): Neil Midgley |

| 30-9-1987 | Young Boys                          | 3–1 (Global 4-3) | Dunajská Streda | Stadion Wankdorf, Berna                                       |                                                               |
|           | Zuffi 63' · Weber 67' · Maissen 88' | Reporte          | Majoros 78'     | Asistencia: 8,100 espectadores Árbitro(s): Wolf-Günter Wiesel | Asistencia: 8,100 espectadores Árbitro(s): Wolf-Günter Wiesel |

| 30-9-1987 | Hamburg                             | 3–0 (Global 8-0) | Avenir Beggen | Volksparkstadion, Hamburg                               |                                                         |
|           | Kroth 9' · Kaltz 72' · Labbadia 82' | Reporte          |               | Asistencia: 6,500 espectadores Árbitro(s): Jan Damgaard | Asistencia: 6,500 espectadores Árbitro(s): Jan Damgaard |

| 30-9-1987 | Dundalk | 0–2 (Global 0-6) | Ajax                         | Oriel Park, Dundalk                                     |                                                         |
|           |         | Reporte          | Newe 71' (a.g.) · Meijer 87' | Asistencia: 3,500 espectadores Árbitro(s): Rune Larsson | Asistencia: 3,500 espectadores Árbitro(s): Rune Larsson |

## Rondas siguientes
|  | Primera ronda                                                              | Primera ronda                                                              | Primera ronda                                                              | Primera ronda                                                              |   |                 | Octavos de final                                                     | Octavos de final                                                     | Octavos de final                                                     | Octavos de final                                                     |  |            | Cuartos de final                                               | Cuartos de final                                               | Cuartos de final                                               | Cuartos de final                                               |  |                       | Semifinales                                           | Semifinales                                           | Semifinales                                           | Semifinales                                           |  |         | Final                                              | Final                                              |  |
|  | 13 a 16 de septiembre de 1987 (ida) 28 a 30 de septiembre de 1987 (vuelta) | 13 a 16 de septiembre de 1987 (ida) 28 a 30 de septiembre de 1987 (vuelta) | 13 a 16 de septiembre de 1987 (ida) 28 a 30 de septiembre de 1987 (vuelta) | 13 a 16 de septiembre de 1987 (ida) 28 a 30 de septiembre de 1987 (vuelta) |   |                 | 21 y 22 de octubre de 1987 (ida) 3 a 5 de noviembre de 1987 (vuelta) | 21 y 22 de octubre de 1987 (ida) 3 a 5 de noviembre de 1987 (vuelta) | 21 y 22 de octubre de 1987 (ida) 3 a 5 de noviembre de 1987 (vuelta) | 21 y 22 de octubre de 1987 (ida) 3 a 5 de noviembre de 1987 (vuelta) |  |            | 1 a 9 de marzo de 1988 (ida) 15 y 16 de marzo de 1988 (vuelta) | 1 a 9 de marzo de 1988 (ida) 15 y 16 de marzo de 1988 (vuelta) | 1 a 9 de marzo de 1988 (ida) 15 y 16 de marzo de 1988 (vuelta) | 1 a 9 de marzo de 1988 (ida) 15 y 16 de marzo de 1988 (vuelta) |  |                       | 6 de abril de 1988 (ida) 20 de abril de 1988 (vuelta) | 6 de abril de 1988 (ida) 20 de abril de 1988 (vuelta) | 6 de abril de 1988 (ida) 20 de abril de 1988 (vuelta) | 6 de abril de 1988 (ida) 20 de abril de 1988 (vuelta) |  |         | 11 de mayo de 1988 Stade de la Meinau, Estrasburgo | 11 de mayo de 1988 Stade de la Meinau, Estrasburgo |  |
|  |                                                                            |                                                                            |                                                                            |                                                                            |   |                 |                                                                      |                                                                      |                                                                      |                                                                      |  |            |                                                                |                                                                |                                                                |                                                                |  |                       |                                                       |                                                       |                                                       |                                                       |  |         |                                                    |                                                    |  |
|  |                                                                            |                                                                            |                                                                            |                                                                            |   |                 |                                                                      |                                                                      |                                                                      |                                                                      |  |            |                                                                |                                                                |                                                                |                                                                |  |                       |                                                       |                                                       |                                                       |                                                       |  |         |                                                    |                                                    |  |
|  | Malinas                                                                    | 1                                                                          | 2                                                                          | 3                                                                          |   |                 |                                                                      |                                                                      |                                                                      |                                                                      |  |            |                                                                |                                                                |                                                                |                                                                |  |                       |                                                       |                                                       |                                                       |                                                       |  |         |                                                    |                                                    |  |
|  | Malinas                                                                    | 1                                                                          | 2                                                                          | 3                                                                          |   |                 |                                                                      |                                                                      |                                                                      |                                                                      |  |            |                                                                |                                                                |                                                                |                                                                |  |                       |                                                       |                                                       |                                                       |                                                       |  |         |                                                    |                                                    |  |
|  | Dinamo de Bucarest                                                         | 0                                                                          | 0                                                                          | 0                                                                          |   |                 |                                                                      |                                                                      |                                                                      |                                                                      |  |            |                                                                |                                                                |                                                                |                                                                |  |                       |                                                       |                                                       |                                                       |                                                       |  |         |                                                    |                                                    |  |
|  | Dinamo de Bucarest                                                         | 0                                                                          | 0                                                                          | 0                                                                          |   | Malinas         | 0                                                                    | 2                                                                    | 2                                                                    |                                                                      |  |            |                                                                |                                                                |                                                                |                                                                |  |                       |                                                       |                                                       |                                                       |                                                       |  |         |                                                    |                                                    |  |
|  |                                                                            |                                                                            |                                                                            |                                                                            |   | Malinas         | 0                                                                    | 2                                                                    | 2                                                                    |                                                                      |  |            |                                                                |                                                                |                                                                |                                                                |  |                       |                                                       |                                                       |                                                       |                                                       |  |         |                                                    |                                                    |  |
|  |                                                                            |                                                                            | St. Mirren                                                                 | 0                                                                          | 0 | 0               |                                                                      |                                                                      |                                                                      |                                                                      |  |            |                                                                |                                                                |                                                                |                                                                |  |                       |                                                       |                                                       |                                                       |                                                       |  |         |                                                    |                                                    |  |
|  | St. Mirren                                                                 | 1                                                                          | St. Mirren                                                                 | 0                                                                          | 0 | 0               | 0                                                                    | 1                                                                    |                                                                      |                                                                      |  |            |                                                                |                                                                |                                                                |                                                                |  |                       |                                                       |                                                       |                                                       |                                                       |  |         |                                                    |                                                    |  |
|  | St. Mirren                                                                 | 1                                                                          |                                                                            |                                                                            |   |                 |                                                                      |                                                                      |                                                                      |                                                                      |  |            |                                                                |                                                                |                                                                |                                                                |  |                       |                                                       |                                                       |                                                       |                                                       |  |         |                                                    |                                                    |  |
|  | Tromsø                                                                     | 0                                                                          | 0                                                                          | 0                                                                          |   |                 |                                                                      |                                                                      |                                                                      |                                                                      |  |            |                                                                |                                                                |                                                                |                                                                |  |                       |                                                       |                                                       |                                                       |                                                       |  |         |                                                    |                                                    |  |
|  | Tromsø                                                                     | 0                                                                          | 0                                                                          | 0                                                                          |   |                 |                                                                      |                                                                      |                                                                      |                                                                      |  | Malinas    | 1                                                              | 1                                                              | 2                                                              |                                                                |  |                       |                                                       |                                                       |                                                       |                                                       |  |         |                                                    |                                                    |  |
|  |                                                                            |                                                                            |                                                                            |                                                                            |   |                 |                                                                      |                                                                      |                                                                      |                                                                      |  | Malinas    | 1                                                              | 1                                                              | 2                                                              |                                                                |  |                       |                                                       |                                                       |                                                       |                                                       |  |         |                                                    |                                                    |  |
|  |                                                                            |                                                                            | Dinamo Minsk                                                               | 0                                                                          | 1 | 1               |                                                                      |                                                                      |                                                                      |                                                                      |  |            |                                                                |                                                                |                                                                |                                                                |  |                       |                                                       |                                                       |                                                       |                                                       |  |         |                                                    |                                                    |  |
|  | Real Sociedad                                                              | 0                                                                          | Dinamo Minsk                                                               | 0                                                                          | 1 | 1               | 2                                                                    | 2                                                                    |                                                                      |                                                                      |  |            |                                                                |                                                                |                                                                |                                                                |  |                       |                                                       |                                                       |                                                       |                                                       |  |         |                                                    |                                                    |  |
|  | Real Sociedad                                                              | 0                                                                          |                                                                            |                                                                            |   |                 |                                                                      |                                                                      |                                                                      |                                                                      |  |            |                                                                |                                                                |                                                                |                                                                |  |                       |                                                       |                                                       |                                                       |                                                       |  |         |                                                    |                                                    |  |
|  | Śląsk Wrocław                                                              | 0                                                                          | 0                                                                          | 0                                                                          |   |                 |                                                                      |                                                                      |                                                                      |                                                                      |  |            |                                                                |                                                                |                                                                |                                                                |  |                       |                                                       |                                                       |                                                       |                                                       |  |         |                                                    |                                                    |  |
|  | Śląsk Wrocław                                                              | 0                                                                          | 0                                                                          | 0                                                                          |   | Real Sociedad   | 1                                                                    | 0                                                                    | 1                                                                    |                                                                      |  |            |                                                                |                                                                |                                                                |                                                                |  |                       |                                                       |                                                       |                                                       |                                                       |  |         |                                                    |                                                    |  |
|  |                                                                            |                                                                            |                                                                            |                                                                            |   | Real Sociedad   | 1                                                                    | 0                                                                    | 1                                                                    |                                                                      |  |            |                                                                |                                                                |                                                                |                                                                |  |                       |                                                       |                                                       |                                                       |                                                       |  |         |                                                    |                                                    |  |
|  |                                                                            |                                                                            | Dinamo Minsk (v.)                                                          | 1                                                                          | 0 | 1               |                                                                      |                                                                      |                                                                      |                                                                      |  |            |                                                                |                                                                |                                                                |                                                                |  |                       |                                                       |                                                       |                                                       |                                                       |  |         |                                                    |                                                    |  |
|  | Dinamo Minsk                                                               | 2                                                                          | Dinamo Minsk (v.)                                                          | 1                                                                          | 0 | 1               | 2                                                                    | 4                                                                    |                                                                      |                                                                      |  |            |                                                                |                                                                |                                                                |                                                                |  |                       |                                                       |                                                       |                                                       |                                                       |  |         |                                                    |                                                    |  |
|  | Dinamo Minsk                                                               | 2                                                                          |                                                                            |                                                                            |   |                 |                                                                      |                                                                      |                                                                      |                                                                      |  |            |                                                                |                                                                |                                                                |                                                                |  |                       |                                                       |                                                       |                                                       |                                                       |  |         |                                                    |                                                    |  |
|  | Gençlerbirliği                                                             | 0                                                                          | 1                                                                          | 1                                                                          |   |                 |                                                                      |                                                                      |                                                                      |                                                                      |  |            |                                                                |                                                                |                                                                |                                                                |  |                       |                                                       |                                                       |                                                       |                                                       |  |         |                                                    |                                                    |  |
|  | Gençlerbirliği                                                             | 0                                                                          | 1                                                                          | 1                                                                          |   |                 |                                                                      |                                                                      |                                                                      |                                                                      |  |            |                                                                |                                                                |                                                                |                                                                |  | Malinas               | 2                                                     | 2                                                     | 4                                                     |                                                       |  |         |                                                    |                                                    |  |
|  |                                                                            |                                                                            |                                                                            |                                                                            |   |                 |                                                                      |                                                                      |                                                                      |                                                                      |  |            |                                                                |                                                                |                                                                |                                                                |  | Malinas               | 2                                                     | 2                                                     | 4                                                     |                                                       |  |         |                                                    |                                                    |  |
|  |                                                                            |                                                                            | Atalanta                                                                   | 1                                                                          | 1 | 2               |                                                                      |                                                                      |                                                                      |                                                                      |  |            |                                                                |                                                                |                                                                |                                                                |  |                       |                                                       |                                                       |                                                       |                                                       |  |         |                                                    |                                                    |  |
|  | Vitosha Sofía                                                              | 1                                                                          | Atalanta                                                                   | 1                                                                          | 1 | 2               | 1                                                                    | 2                                                                    |                                                                      |                                                                      |  |            |                                                                |                                                                |                                                                |                                                                |  |                       |                                                       |                                                       |                                                       |                                                       |  |         |                                                    |                                                    |  |
|  | Vitosha Sofía                                                              | 1                                                                          |                                                                            |                                                                            |   |                 |                                                                      |                                                                      |                                                                      |                                                                      |  |            |                                                                |                                                                |                                                                |                                                                |  |                       |                                                       |                                                       |                                                       |                                                       |  |         |                                                    |                                                    |  |
|  | OFI Creta                                                                  | 0                                                                          | 3                                                                          | 3                                                                          |   |                 |                                                                      |                                                                      |                                                                      |                                                                      |  |            |                                                                |                                                                |                                                                |                                                                |  |                       |                                                       |                                                       |                                                       |                                                       |  |         |                                                    |                                                    |  |
|  | OFI Creta                                                                  | 0                                                                          | 3                                                                          | 3                                                                          |   | OFI Creta       | 1                                                                    | 0                                                                    | 1                                                                    |                                                                      |  |            |                                                                |                                                                |                                                                |                                                                |  |                       |                                                       |                                                       |                                                       |                                                       |  |         |                                                    |                                                    |  |
|  |                                                                            |                                                                            |                                                                            |                                                                            |   | OFI Creta       | 1                                                                    | 0                                                                    | 1                                                                    |                                                                      |  |            |                                                                |                                                                |                                                                |                                                                |  |                       |                                                       |                                                       |                                                       |                                                       |  |         |                                                    |                                                    |  |
|  |                                                                            |                                                                            | Atalanta                                                                   | 0                                                                          | 2 | 2               |                                                                      |                                                                      |                                                                      |                                                                      |  |            |                                                                |                                                                |                                                                |                                                                |  |                       |                                                       |                                                       |                                                       |                                                       |  |         |                                                    |                                                    |  |
|  | Merthyr Tydfil                                                             | 2                                                                          | Atalanta                                                                   | 0                                                                          | 2 | 2               | 0                                                                    | 2                                                                    |                                                                      |                                                                      |  |            |                                                                |                                                                |                                                                |                                                                |  |                       |                                                       |                                                       |                                                       |                                                       |  |         |                                                    |                                                    |  |
|  | Merthyr Tydfil                                                             | 2                                                                          |                                                                            |                                                                            |   |                 |                                                                      |                                                                      |                                                                      |                                                                      |  |            |                                                                |                                                                |                                                                |                                                                |  |                       |                                                       |                                                       |                                                       |                                                       |  |         |                                                    |                                                    |  |
|  | Atalanta                                                                   | 1                                                                          | 2                                                                          | 3                                                                          |   |                 |                                                                      |                                                                      |                                                                      |                                                                      |  |            |                                                                |                                                                |                                                                |                                                                |  |                       |                                                       |                                                       |                                                       |                                                       |  |         |                                                    |                                                    |  |
|  | Atalanta                                                                   | 1                                                                          | 2                                                                          | 3                                                                          |   |                 |                                                                      |                                                                      |                                                                      |                                                                      |  | Atalanta   | 2                                                              | 1                                                              | 3                                                              |                                                                |  |                       |                                                       |                                                       |                                                       |                                                       |  |         |                                                    |                                                    |  |
|  |                                                                            |                                                                            |                                                                            |                                                                            |   |                 |                                                                      |                                                                      |                                                                      |                                                                      |  | Atalanta   | 2                                                              | 1                                                              | 3                                                              |                                                                |  |                       |                                                       |                                                       |                                                       |                                                       |  |         |                                                    |                                                    |  |
|  |                                                                            |                                                                            | Sporting de Portugal                                                       | 0                                                                          | 1 | 1               |                                                                      |                                                                      |                                                                      |                                                                      |  |            |                                                                |                                                                |                                                                |                                                                |  |                       |                                                       |                                                       |                                                       |                                                       |  |         |                                                    |                                                    |  |
|  | ÍA                                                                         | 0                                                                          | Sporting de Portugal                                                       | 0                                                                          | 1 | 1               | 0                                                                    | 0                                                                    |                                                                      |                                                                      |  |            |                                                                |                                                                |                                                                |                                                                |  |                       |                                                       |                                                       |                                                       |                                                       |  |         |                                                    |                                                    |  |
|  | ÍA                                                                         | 0                                                                          |                                                                            |                                                                            |   |                 |                                                                      |                                                                      |                                                                      |                                                                      |  |            |                                                                |                                                                |                                                                |                                                                |  |                       |                                                       |                                                       |                                                       |                                                       |  |         |                                                    |                                                    |  |
|  | Kalmar (t. s.)                                                             | 0                                                                          | 1                                                                          | 1                                                                          |   |                 |                                                                      |                                                                      |                                                                      |                                                                      |  |            |                                                                |                                                                |                                                                |                                                                |  |                       |                                                       |                                                       |                                                       |                                                       |  |         |                                                    |                                                    |  |
|  | Kalmar (t. s.)                                                             | 0                                                                          | 1                                                                          | 1                                                                          |   | Kalmar          | 1                                                                    | 0                                                                    | 1                                                                    |                                                                      |  |            |                                                                |                                                                |                                                                |                                                                |  |                       |                                                       |                                                       |                                                       |                                                       |  |         |                                                    |                                                    |  |
|  |                                                                            |                                                                            |                                                                            |                                                                            |   | Kalmar          | 1                                                                    | 0                                                                    | 1                                                                    |                                                                      |  |            |                                                                |                                                                |                                                                |                                                                |  |                       |                                                       |                                                       |                                                       |                                                       |  |         |                                                    |                                                    |  |
|  |                                                                            |                                                                            | Sporting de Portugal                                                       | 0                                                                          | 5 | 5               |                                                                      |                                                                      |                                                                      |                                                                      |  |            |                                                                |                                                                |                                                                |                                                                |  |                       |                                                       |                                                       |                                                       |                                                       |  |         |                                                    |                                                    |  |
|  | Sporting de Portugal                                                       | 4                                                                          | Sporting de Portugal                                                       | 0                                                                          | 5 | 5               | 2                                                                    | 6                                                                    |                                                                      |                                                                      |  |            |                                                                |                                                                |                                                                |                                                                |  |                       |                                                       |                                                       |                                                       |                                                       |  |         |                                                    |                                                    |  |
|  | Sporting de Portugal                                                       | 4                                                                          |                                                                            |                                                                            |   |                 |                                                                      |                                                                      |                                                                      |                                                                      |  |            |                                                                |                                                                |                                                                |                                                                |  |                       |                                                       |                                                       |                                                       |                                                       |  |         |                                                    |                                                    |  |
|  | Swarovski Tirol                                                            | 0                                                                          | 4                                                                          | 4                                                                          |   |                 |                                                                      |                                                                      |                                                                      |                                                                      |  |            |                                                                |                                                                |                                                                |                                                                |  |                       |                                                       |                                                       |                                                       |                                                       |  |         |                                                    |                                                    |  |
|  | Swarovski Tirol                                                            | 0                                                                          | 4                                                                          | 4                                                                          |   |                 |                                                                      |                                                                      |                                                                      |                                                                      |  |            |                                                                |                                                                |                                                                |                                                                |  |                       |                                                       |                                                       |                                                       |                                                       |  | Malinas | 1                                                  |                                                    |  |
|  |                                                                            |                                                                            |                                                                            |                                                                            |   |                 |                                                                      |                                                                      |                                                                      |                                                                      |  |            |                                                                |                                                                |                                                                |                                                                |  |                       |                                                       |                                                       |                                                       |                                                       |  | Malinas | 1                                                  |                                                    |  |
|  |                                                                            |                                                                            | Ajax                                                                       | 0                                                                          |   |                 |                                                                      |                                                                      |                                                                      |                                                                      |  |            |                                                                |                                                                |                                                                |                                                                |  |                       |                                                       |                                                       |                                                       |                                                       |  |         |                                                    |                                                    |  |
|  | Vllaznia                                                                   | 2                                                                          | Ajax                                                                       | 0                                                                          | 4 | 6               |                                                                      |                                                                      |                                                                      |                                                                      |  |            |                                                                |                                                                |                                                                |                                                                |  |                       |                                                       |                                                       |                                                       |                                                       |  |         |                                                    |                                                    |  |
|  | Vllaznia                                                                   | 2                                                                          |                                                                            |                                                                            |   |                 |                                                                      |                                                                      |                                                                      |                                                                      |  |            |                                                                |                                                                |                                                                |                                                                |  |                       |                                                       |                                                       |                                                       |                                                       |  |         |                                                    |                                                    |  |
|  | Sliema Wanderers                                                           | 0                                                                          | 0                                                                          | 0                                                                          |   |                 |                                                                      |                                                                      |                                                                      |                                                                      |  |            |                                                                |                                                                |                                                                |                                                                |  |                       |                                                       |                                                       |                                                       |                                                       |  |         |                                                    |                                                    |  |
|  | Sliema Wanderers                                                           | 0                                                                          | 0                                                                          | 0                                                                          |   | Vllaznia        | 0                                                                    | 0                                                                    | 0                                                                    |                                                                      |  |            |                                                                |                                                                |                                                                |                                                                |  |                       |                                                       |                                                       |                                                       |                                                       |  |         |                                                    |                                                    |  |
|  |                                                                            |                                                                            |                                                                            |                                                                            |   | Vllaznia        | 0                                                                    | 0                                                                    | 0                                                                    |                                                                      |  |            |                                                                |                                                                |                                                                |                                                                |  |                       |                                                       |                                                       |                                                       |                                                       |  |         |                                                    |                                                    |  |
|  |                                                                            |                                                                            | RoPS                                                                       | 1                                                                          | 1 | 2               |                                                                      |                                                                      |                                                                      |                                                                      |  |            |                                                                |                                                                |                                                                |                                                                |  |                       |                                                       |                                                       |                                                       |                                                       |  |         |                                                    |                                                    |  |
|  | RoPS (v.)                                                                  | 0                                                                          | RoPS                                                                       | 1                                                                          | 1 | 2               | 1                                                                    | 1                                                                    |                                                                      |                                                                      |  |            |                                                                |                                                                |                                                                |                                                                |  |                       |                                                       |                                                       |                                                       |                                                       |  |         |                                                    |                                                    |  |
|  | RoPS (v.)                                                                  | 0                                                                          |                                                                            |                                                                            |   |                 |                                                                      |                                                                      |                                                                      |                                                                      |  |            |                                                                |                                                                |                                                                |                                                                |  |                       |                                                       |                                                       |                                                       |                                                       |  |         |                                                    |                                                    |  |
|  | Glentoran                                                                  | 0                                                                          | 1                                                                          | 1                                                                          |   |                 |                                                                      |                                                                      |                                                                      |                                                                      |  |            |                                                                |                                                                |                                                                |                                                                |  |                       |                                                       |                                                       |                                                       |                                                       |  |         |                                                    |                                                    |  |
|  | Glentoran                                                                  | 0                                                                          | 1                                                                          | 1                                                                          |   |                 |                                                                      |                                                                      |                                                                      |                                                                      |  | RoPS       | 0                                                              | 0                                                              | 0                                                              |                                                                |  |                       |                                                       |                                                       |                                                       |                                                       |  |         |                                                    |                                                    |  |
|  |                                                                            |                                                                            |                                                                            |                                                                            |   |                 |                                                                      |                                                                      |                                                                      |                                                                      |  | RoPS       | 0                                                              | 0                                                              | 0                                                              |                                                                |  |                       |                                                       |                                                       |                                                       |                                                       |  |         |                                                    |                                                    |  |
|  |                                                                            |                                                                            | Olympique de Marsella                                                      | 1                                                                          | 3 | 4               |                                                                      |                                                                      |                                                                      |                                                                      |  |            |                                                                |                                                                |                                                                |                                                                |  |                       |                                                       |                                                       |                                                       |                                                       |  |         |                                                    |                                                    |  |
|  | Lokomotive Leipzig                                                         | 0                                                                          | Olympique de Marsella                                                      | 1                                                                          | 3 | 4               | 0                                                                    | 0                                                                    |                                                                      |                                                                      |  |            |                                                                |                                                                |                                                                |                                                                |  |                       |                                                       |                                                       |                                                       |                                                       |  |         |                                                    |                                                    |  |
|  | Lokomotive Leipzig                                                         | 0                                                                          |                                                                            |                                                                            |   |                 |                                                                      |                                                                      |                                                                      |                                                                      |  |            |                                                                |                                                                |                                                                |                                                                |  |                       |                                                       |                                                       |                                                       |                                                       |  |         |                                                    |                                                    |  |
|  | Olympique de Marsella                                                      | 0                                                                          | 1                                                                          | 1                                                                          |   |                 |                                                                      |                                                                      |                                                                      |                                                                      |  |            |                                                                |                                                                |                                                                |                                                                |  |                       |                                                       |                                                       |                                                       |                                                       |  |         |                                                    |                                                    |  |
|  | Olympique de Marsella                                                      | 0                                                                          | 1                                                                          | 1                                                                          |   | Ol. de Marsella | 4                                                                    | 3                                                                    | 7                                                                    |                                                                      |  |            |                                                                |                                                                |                                                                |                                                                |  |                       |                                                       |                                                       |                                                       |                                                       |  |         |                                                    |                                                    |  |
|  |                                                                            |                                                                            |                                                                            |                                                                            |   | Ol. de Marsella | 4                                                                    | 3                                                                    | 7                                                                    |                                                                      |  |            |                                                                |                                                                |                                                                |                                                                |  |                       |                                                       |                                                       |                                                       |                                                       |  |         |                                                    |                                                    |  |
|  |                                                                            |                                                                            | Hajduk Split                                                               | 0                                                                          | 0 | 0               |                                                                      |                                                                      |                                                                      |                                                                      |  |            |                                                                |                                                                |                                                                |                                                                |  |                       |                                                       |                                                       |                                                       |                                                       |  |         |                                                    |                                                    |  |
|  | Aalborg                                                                    | 1                                                                          | Hajduk Split                                                               | 0                                                                          | 0 | 0               | 0                                                                    | 1 (2)                                                                |                                                                      |                                                                      |  |            |                                                                |                                                                |                                                                |                                                                |  |                       |                                                       |                                                       |                                                       |                                                       |  |         |                                                    |                                                    |  |
|  | Aalborg                                                                    | 1                                                                          |                                                                            |                                                                            |   |                 |                                                                      |                                                                      |                                                                      |                                                                      |  |            |                                                                |                                                                |                                                                |                                                                |  |                       |                                                       |                                                       |                                                       |                                                       |  |         |                                                    |                                                    |  |
|  | Hajduk Split (p.)                                                          | 0                                                                          | 1                                                                          | 1 (4)                                                                      |   |                 |                                                                      |                                                                      |                                                                      |                                                                      |  |            |                                                                |                                                                |                                                                |                                                                |  |                       |                                                       |                                                       |                                                       |                                                       |  |         |                                                    |                                                    |  |
|  | Hajduk Split (p.)                                                          | 0                                                                          | 1                                                                          | 1 (4)                                                                      |   |                 |                                                                      |                                                                      |                                                                      |                                                                      |  |            |                                                                |                                                                |                                                                |                                                                |  | Olympique de Marsella | 0                                                     | 2                                                     | 2                                                     |                                                       |  |         |                                                    |                                                    |  |
|  |                                                                            |                                                                            |                                                                            |                                                                            |   |                 |                                                                      |                                                                      |                                                                      |                                                                      |  |            |                                                                |                                                                |                                                                |                                                                |  | Olympique de Marsella | 0                                                     | 2                                                     | 2                                                     |                                                       |  |         |                                                    |                                                    |  |
|  |                                                                            |                                                                            | Ajax                                                                       | 3                                                                          | 1 | 4               |                                                                      |                                                                      |                                                                      |                                                                      |  |            |                                                                |                                                                |                                                                |                                                                |  |                       |                                                       |                                                       |                                                       |                                                       |  |         |                                                    |                                                    |  |
|  | Újpest Dózsa                                                               | 1                                                                          | Ajax                                                                       | 3                                                                          | 1 | 4               | 1                                                                    | 2                                                                    |                                                                      |                                                                      |  |            |                                                                |                                                                |                                                                |                                                                |  |                       |                                                       |                                                       |                                                       |                                                       |  |         |                                                    |                                                    |  |
|  | Újpest Dózsa                                                               | 1                                                                          |                                                                            |                                                                            |   |                 |                                                                      |                                                                      |                                                                      |                                                                      |  |            |                                                                |                                                                |                                                                |                                                                |  |                       |                                                       |                                                       |                                                       |                                                       |  |         |                                                    |                                                    |  |
|  | ADO Den Haag                                                               | 0                                                                          | 3                                                                          | 3                                                                          |   |                 |                                                                      |                                                                      |                                                                      |                                                                      |  |            |                                                                |                                                                |                                                                |                                                                |  |                       |                                                       |                                                       |                                                       |                                                       |  |         |                                                    |                                                    |  |
|  | ADO Den Haag                                                               | 0                                                                          | 3                                                                          | 3                                                                          |   | ADO Den Haag    | 2                                                                    | 0                                                                    | 2                                                                    |                                                                      |  |            |                                                                |                                                                |                                                                |                                                                |  |                       |                                                       |                                                       |                                                       |                                                       |  |         |                                                    |                                                    |  |
|  |                                                                            |                                                                            |                                                                            |                                                                            |   | ADO Den Haag    | 2                                                                    | 0                                                                    | 2                                                                    |                                                                      |  |            |                                                                |                                                                |                                                                |                                                                |  |                       |                                                       |                                                       |                                                       |                                                       |  |         |                                                    |                                                    |  |
|  |                                                                            |                                                                            | Young Boys (v.)                                                            | 1                                                                          | 1 | 2               |                                                                      |                                                                      |                                                                      |                                                                      |  |            |                                                                |                                                                |                                                                |                                                                |  |                       |                                                       |                                                       |                                                       |                                                       |  |         |                                                    |                                                    |  |
|  | Dunajská Streda                                                            | 2                                                                          | Young Boys (v.)                                                            | 1                                                                          | 1 | 2               | 1                                                                    | 3                                                                    |                                                                      |                                                                      |  |            |                                                                |                                                                |                                                                |                                                                |  |                       |                                                       |                                                       |                                                       |                                                       |  |         |                                                    |                                                    |  |
|  | Dunajská Streda                                                            | 2                                                                          |                                                                            |                                                                            |   |                 |                                                                      |                                                                      |                                                                      |                                                                      |  |            |                                                                |                                                                |                                                                |                                                                |  |                       |                                                       |                                                       |                                                       |                                                       |  |         |                                                    |                                                    |  |
|  | Young Boys                                                                 | 1                                                                          | 3                                                                          | 4                                                                          |   |                 |                                                                      |                                                                      |                                                                      |                                                                      |  |            |                                                                |                                                                |                                                                |                                                                |  |                       |                                                       |                                                       |                                                       |                                                       |  |         |                                                    |                                                    |  |
|  | Young Boys                                                                 | 1                                                                          | 3                                                                          | 4                                                                          |   |                 |                                                                      |                                                                      |                                                                      |                                                                      |  | Young Boys | 0                                                              | 0                                                              | 0                                                              |                                                                |  |                       |                                                       |                                                       |                                                       |                                                       |  |         |                                                    |                                                    |  |
|  |                                                                            |                                                                            |                                                                            |                                                                            |   |                 |                                                                      |                                                                      |                                                                      |                                                                      |  | Young Boys | 0                                                              | 0                                                              | 0                                                              |                                                                |  |                       |                                                       |                                                       |                                                       |                                                       |  |         |                                                    |                                                    |  |
|  |                                                                            |                                                                            | Ajax                                                                       | 1                                                                          | 1 | 2               |                                                                      |                                                                      |                                                                      |                                                                      |  |            |                                                                |                                                                |                                                                |                                                                |  |                       |                                                       |                                                       |                                                       |                                                       |  |         |                                                    |                                                    |  |
|  | Avenir Beggen                                                              | 0                                                                          | Ajax                                                                       | 1                                                                          | 1 | 2               | 0                                                                    | 0                                                                    |                                                                      |                                                                      |  |            |                                                                |                                                                |                                                                |                                                                |  |                       |                                                       |                                                       |                                                       |                                                       |  |         |                                                    |                                                    |  |
|  | Avenir Beggen                                                              | 0                                                                          |                                                                            |                                                                            |   |                 |                                                                      |                                                                      |                                                                      |                                                                      |  |            |                                                                |                                                                |                                                                |                                                                |  |                       |                                                       |                                                       |                                                       |                                                       |  |         |                                                    |                                                    |  |
|  | Hamburgo                                                                   | 5                                                                          | 3                                                                          | 8                                                                          |   |                 |                                                                      |                                                                      |                                                                      |                                                                      |  |            |                                                                |                                                                |                                                                |                                                                |  |                       |                                                       |                                                       |                                                       |                                                       |  |         |                                                    |                                                    |  |
|  | Hamburgo                                                                   | 5                                                                          | 3                                                                          | 8                                                                          |   | Hamburgo        | 0                                                                    | 0                                                                    | 0                                                                    |                                                                      |  |            |                                                                |                                                                |                                                                |                                                                |  |                       |                                                       |                                                       |                                                       |                                                       |  |         |                                                    |                                                    |  |
|  |                                                                            |                                                                            |                                                                            |                                                                            |   | Hamburgo        | 0                                                                    | 0                                                                    | 0                                                                    |                                                                      |  |            |                                                                |                                                                |                                                                |                                                                |  |                       |                                                       |                                                       |                                                       |                                                       |  |         |                                                    |                                                    |  |
|  |                                                                            |                                                                            | Ajax                                                                       | 1                                                                          | 2 | 3               |                                                                      |                                                                      |                                                                      |                                                                      |  |            |                                                                |                                                                |                                                                |                                                                |  |                       |                                                       |                                                       |                                                       |                                                       |  |         |                                                    |                                                    |  |
|  | Ajax                                                                       | 4                                                                          | Ajax                                                                       | 1                                                                          | 2 | 3               | 2                                                                    | 6                                                                    |                                                                      |                                                                      |  |            |                                                                |                                                                |                                                                |                                                                |  |                       |                                                       |                                                       |                                                       |                                                       |  |         |                                                    |                                                    |  |
|  | Ajax                                                                       | 4                                                                          |                                                                            |                                                                            |   |                 |                                                                      |                                                                      |                                                                      |                                                                      |  |            |                                                                |                                                                |                                                                |                                                                |  |                       |                                                       |                                                       |                                                       |                                                       |  |         |                                                    |                                                    |  |
|  | Dundalk                                                                    | 0                                                                          | 0                                                                          | 0                                                                          |   |                 |                                                                      |                                                                      |                                                                      |                                                                      |  |            |                                                                |                                                                |                                                                |                                                                |  |                       |                                                       |                                                       |                                                       |                                                       |  |         |                                                    |                                                    |  |
|  | Dundalk                                                                    | 0                                                                          | 0                                                                          | 0                                                                          |   |                 |                                                                      |                                                                      |                                                                      |                                                                      |  |            |                                                                |                                                                |                                                                |                                                                |  |                       |                                                       |                                                       |                                                       |                                                       |  |         |                                                    |                                                    |  |
|  |                                                                            |                                                                            |                                                                            |                                                                            |   |                 |                                                                      |                                                                      |                                                                      |                                                                      |  |            |                                                                |                                                                |                                                                |                                                                |  |                       |                                                       |                                                       |                                                       |                                                       |  |         |                                                    |                                                    |  |

### Octavos de final
Ida
| 21-10-1987 | Mechelen | 0–0     | St Mirren | Achter de Kazerne, Mechelen                               |                                                           |
|            |          | Reporte |           | Asistencia: 6,146 espectadores Árbitro(s): Lajos Hartmann | Asistencia: 6,146 espectadores Árbitro(s): Lajos Hartmann |

| 21-10-1987 | Real Sociedad | 1–1     | Dinamo Minsk  | Atotxa, San Sebastián                                               |                                                                     |
|            | Gajate 87'    | Reporte | Kondratiev 5' | Asistencia: 22,121 espectadores Árbitro(s): Vítor Fernandes Correia | Asistencia: 22,121 espectadores Árbitro(s): Vítor Fernandes Correia |

| 21-10-1987 | OFI         | 1–0     | Atalanta | Toumba, Thessaloniki                                         |                                                              |
|            | Persias 17' | Reporte |          | Asistencia: 11,758 espectadores Árbitro(s): Aron Schmidhuber | Asistencia: 11,758 espectadores Árbitro(s): Aron Schmidhuber |

| 21-10-1987 | Kalmar FF        | 1–0     | Sporting CP | Fredriksskans, Kalmar                                   |                                                         |
|            | T. Arvidsson 88' | Reporte |             | Asistencia: 2,070 espectadores Árbitro(s): Neil Midgley | Asistencia: 2,070 espectadores Árbitro(s): Neil Midgley |

| 21-10-1987 | Vllaznia | 0–1     | RoPS       | Stadiumi Vojo Kushi, Shkodër                                 |                                                              |
|            |          | Reporte | Polack 27' | Asistencia: 15,000 espectadores Árbitro(s): Dimitar Dimitrov | Asistencia: 15,000 espectadores Árbitro(s): Dimitar Dimitrov |

| 21-10-1987 | Den Haag                | 2–1     | Young Boys | Zuiderparkstadion, The Hague                             |                                                          |
|            | de Roode 3' · Boere 71' | Reporte | Zuffi 62'  | Asistencia: 9,337 espectadores Árbitro(s): Luigi Agnolin | Asistencia: 9,337 espectadores Árbitro(s): Luigi Agnolin |

| 21-10-1987 | Hamburg | 0–1     | Ajax       | Volksparkstadion, Hamburg                                |                                                          |
|            |         | Reporte | Meijer 52' | Asistencia: 24,600 espectadores Árbitro(s): Franz Wöhrer | Asistencia: 24,600 espectadores Árbitro(s): Franz Wöhrer |

| 22-10-1987 | Marseille                                         | 4–0     | Hajduk Split | Stade Vélodrome, Marseille                                |                                                           |
|            | Papin 30' · Diallo 48' · Allofs 69' · Giresse 89' | Reporte |              | Asistencia: 28,313 espectadores Árbitro(s): Paolo Casarin | Asistencia: 28,313 espectadores Árbitro(s): Paolo Casarin |

Vuelta
| 3-11-1987 | St Mirren | 0–2 (Global 0-2) | Mechelen       | Love Street, Paisley                                    |                                                         |
|           |           | Reporte          | Ohana 34', 50' | Asistencia: 14,368 espectadores Árbitro(s): Einar Halle | Asistencia: 14,368 espectadores Árbitro(s): Einar Halle |

| 3-11-1987 | Sporting CP                                  | 5–0 (Global 5-1) | Kalmar FF | Estádio José Alvalade, Lisboa                            |                                                          |
|           | Cascavel 34' (pen.) · Sealy 62' · Duílio 73' | Reporte          |           | Asistencia: 13,000 espectadores Árbitro(s): George Smith | Asistencia: 13,000 espectadores Árbitro(s): George Smith |

| 3-11-1987 | RoPS       | 1–0 (Global 2-0) | Vllaznia | Keskuskenttä, Rovaniemi                                |                                                        |
|           | Polack 47' | Reporte          |          | Asistencia: 7,312 espectadores Árbitro(s): Bo Karlsson | Asistencia: 7,312 espectadores Árbitro(s): Bo Karlsson |

| 3-11-1987                                               | Young Boys | 1–0 (Global 2-2) | Den Haag | Stadion Wankdorf, Berna                                |                                                        |
|                                                         | Fimian 66' | Reporte          |          | Asistencia: 6,400 espectadores Árbitro(s): Helmut Kohl | Asistencia: 6,400 espectadores Árbitro(s): Helmut Kohl |
| Young Boys clasifica por la regla del gol de visitante. |            |                  |          |                                                        |                                                        |

| 3-11-1987 | Ajax                    | 2–0 (Global 3-0) | Hamburg | Olympisch Stadion, Amsterdam                                |                                                             |
|           | Mühren 13' · Meijer 83' | Reporte          |         | Asistencia: 42,943 espectadores Árbitro(s): George Courtney | Asistencia: 42,943 espectadores Árbitro(s): George Courtney |

| 4-11-1987                                                | Dinamo Minsk | 0–0 (Global 1-1) | Real Sociedad | Dinamo Stadium, Minsk                                     |                                                           |
|                                                          |              | Reporte          |               | Asistencia: 50,000 espectadores Árbitro(s): Yusuf Namoğlu | Asistencia: 50,000 espectadores Árbitro(s): Yusuf Namoğlu |
| Dinamo Minsk clasifica por la regla de gol de visitante. |              |                  |               |                                                           |                                                           |

| 4-11-1987 | Atalanta                   | 2–0 (Global 2-1) | OFI | Stadio Atleti Azzurri d'Italia, Bergamo                   |                                                           |
|           | Nicolini 22' · Garlini 73' | Reporte          |     | Asistencia: 13,329 espectadores Árbitro(s): Gérard Biguet | Asistencia: 13,329 espectadores Árbitro(s): Gérard Biguet |

| 5-11-1987 | Hajduk Split                     | 0–3 (Acreditado) (Global 0-7) | Marseille | Stadion Poljud, Split                                    |                                                          |
| | Asanović 19' (pen.) · Bursać 83' | Reporte                       |           | Asistencia: 22,000 espectadores Árbitro(s): Dieter Pauly | Asistencia: 22,000 espectadores Árbitro(s): Dieter Pauly |
| El partido fue interrumpido al minuto 10 con el marcador 0–0 debido a la bomba de gas lacrimógeno que lanzaron desde la gradería de los aficionados del Hajduk. Eso fue acompañado con el lanzamiento de bengalas al campo seguido por ina invasión del mismo. El partido se reinició 15 minutos después y terminó con victoria para el Hajduk por 2–0, pero el Marseille ganó 4–2 en el marcador global. Días después hubo in acto disciplinario por parte de la UEFA debido a los problemas sucedidos, por lo que cambiaron el resultado y dieron la victoria por 3–0 al Marseille, y suspendieron al Hajduk de toda competición europea por dos años. |                                  |                               |           |                                                          |                                                          |

### Cuartos de final
Ida
| 1-3-1988 | Mechelen     | 1–0     | Dinamo Minsk | Achter de Kazerne, Mechelen                                     |                                                                 |
|          | De Wilde 86' | Reporte |              | Asistencia: 5,466 espectadores Árbitro(s): Gerasimos Germanakos | Asistencia: 5,466 espectadores Árbitro(s): Gerasimos Germanakos |

| 1-3-1988 | Atalanta                             | 2–0     | Sporting CP | Stadio Atleti Azzurri d'Italia, Bergamo                        |                                                                |
|          | Nicolini 44' (pen.) · Cantarutti 79' | Reporte |             | Asistencia: 25,049 espectadores Árbitro(s): Siegfried Kirschen | Asistencia: 25,049 espectadores Árbitro(s): Siegfried Kirschen |

| 1-3-1988 | RoPS | 0–1     | Marseille | Stadio Via del Mare, Lecce, Italia                           |                                                              |
|          |      | Reporte | Papin 26' | Asistencia: 1,631 espectadores Árbitro(s): Velichko Tsonchev | Asistencia: 1,631 espectadores Árbitro(s): Velichko Tsonchev |

| 9-3-1988 | Young Boys | 0–1     | Ajax       | Stadion Wankdorf, Berna                                           |                                                                   |
|          |            | Reporte | Bosman 44' | Asistencia: 7,686 espectadores Árbitro(s): Emilio Soriano Aladrén | Asistencia: 7,686 espectadores Árbitro(s): Emilio Soriano Aladrén |

Vuelta
| 15-3-1988 | Dinamo Minsk | 1–1 (Global 1-2) | Mechelen  | Dinamo Stadium, Minsk                                             |                                                                   |
|           | Kisten 59'   | Reporte          | Ohana 29' | Asistencia: 44,430 espectadores Árbitro(s): Henning Lund-Sørensen | Asistencia: 44,430 espectadores Árbitro(s): Henning Lund-Sørensen |

| 15-3-1988 | Sporting CP | 1–1 (Global 1-3) | Atalanta       | Estádio José Alvalade, Lisboa                               |                                                             |
|           | Houtman 66' | Reporte          | Cantarutti 82' | Asistencia: 40,000 espectadores Árbitro(s): Horst Brummeier | Asistencia: 40,000 espectadores Árbitro(s): Horst Brummeier |

| 15-3-1988 | Marseille                                    | 3–0 (Global 4-0) | RoPS | Stade Vélodrome, Marseille                                  |                                                             |
|           | Genghini 18' · Allofs 22' · Papin 76' (pen.) | Reporte          |      | Asistencia: 16,016 espectadores Árbitro(s): Vítor Fernandes | Asistencia: 16,016 espectadores Árbitro(s): Vítor Fernandes |

| 16-3-1988 | Ajax        | 1–0 (Global 2-0) | Young Boys | De Meer Stadion, Amsterdam                                 |                                                            |
|           | Larsson 39' | Reporte          |            | Asistencia: 18,955 espectadores Árbitro(s): Valeri Butenko | Asistencia: 18,955 espectadores Árbitro(s): Valeri Butenko |

### Semifinales
Ida
| 6-4-1988 | Mechelen                | 2–1     | Atalanta     | Achter de Kazerne, Mechelen                                        |                                                                    |
|          | Ohana 7' · den Boer 83' | Reporte | Strömberg 8' | Asistencia: 11,700 espectadores Árbitro(s): Emilio Soriano Aladrén | Asistencia: 11,700 espectadores Árbitro(s): Emilio Soriano Aladrén |

| 6-4-1988 | Marseille | 0–3     | Ajax                             | Stade Vélodrome, Marseille                            |                                                       |
|          |           | Reporte | Witschge 12', 42' · Bergkamp 89' | Asistencia: 42,584 espectadores Árbitro(s): Ioan Igna | Asistencia: 42,584 espectadores Árbitro(s): Ioan Igna |

Vuelta
| 20-4-1988 | Atalanta           | 1–2 (Global 2-4) | Mechelen                | Stadio Atleti Azzurri d'Italia, Bergamo                    |                                                            |
|           | Garlini 39' (pen.) | Reporte          | Rutjes 57' · Emmers 80' | Asistencia: 37,500 espectadores Árbitro(s): Valeri Butenko | Asistencia: 37,500 espectadores Árbitro(s): Valeri Butenko |

| 20-4-1988 | Ajax        | 1–2 (Global 4-2) | Marseille              | Olympisch Stadion, Amsterdam                                   |                                                                |
|           | Larsson 23' | Reporte          | Papin 67' · Allofs 90' | Asistencia: 30,463 espectadores Árbitro(s): Siegfried Kirschen | Asistencia: 30,463 espectadores Árbitro(s): Siegfried Kirschen |

## Final
| 1  | POR | Michel Preud'homme |     |
| 2  | DEF | Wim Hofkens        | 60' |
| 3  | DEF | Leo Clijsters      |     |
| 4  | DEF | Graeme Rutjes      |     |
| 5  | DEF | Geert Deferm       |     |
| 6  | MED | Koenraad Sanders   |     |
| 7  | MED | Marc Emmers        |     |
| 8  | MED | Erwin Koeman       |     |
| 9  | MED | Pascal De Wilde    | 73' |
| 10 | DEL | Piet Den Boer      |     |
| 11 | DEL | Eli Ohana          |     |
| DT | DT  | Aad de Mos         |     |

| 1  | POR | Stanley Menzo      |     |
| 2  | DEF | Danny Blind        |     |
| 3  | DEF | Peter Larsson      |     |
| 4  | DEF | Jan Wouters        |     |
| 5  | DEF | Frank Verlaat      | 73' |
| 6  | MED | Aron Winter        |     |
| 7  | MED | Arnold Mühren      |     |
| 8  | MED | Arnold Scholtenmón |     |
| 9  | DEL | John van 't Schip  | 37' |
| 10 | DEL | John Bosman        |     |
| 11 | DEL | Rob Witschge       |     |
| DT | DT  | Barry Hulshoff     |     |

| 14 | MED | Paul Demesmaeker | 60' |
| 15 | MED | Paul Theunis     | 73' |

| 14 | MED | Dennis Bergkamp | 37' |
| 16 | DEL | Hennie Meijer   | 73' |

|  | 53' | Piet Den Boer | 1-0 |

|  | 61' | Koen Sanders  |
|  | 81' | Piet den Boer |

|  | 16' | Danny Blind |

| Árbitro | Dieter Pauly |

| 1  | POR | Michel Preud'homme |     |
| 2  | DEF | Wim Hofkens        | 60' |
| 3  | DEF | Leo Clijsters      |     |
| 4  | DEF | Graeme Rutjes      |     |
| 5  | DEF | Geert Deferm       |     |
| 6  | MED | Koenraad Sanders   |     |
| 7  | MED | Marc Emmers        |     |
| 8  | MED | Erwin Koeman       |     |
| 9  | MED | Pascal De Wilde    | 73' |
| 10 | DEL | Piet Den Boer      |     |
| 11 | DEL | Eli Ohana          |     |
| DT | DT  | Aad de Mos         |     |

| 1  | POR | Stanley Menzo      |     |
| 2  | DEF | Danny Blind        |     |
| 3  | DEF | Peter Larsson      |     |
| 4  | DEF | Jan Wouters        |     |
| 5  | DEF | Frank Verlaat      | 73' |
| 6  | MED | Aron Winter        |     |
| 7  | MED | Arnold Mühren      |     |
| 8  | MED | Arnold Scholtenmón |     |
| 9  | DEL | John van 't Schip  | 37' |
| 10 | DEL | John Bosman        |     |
| 11 | DEL | Rob Witschge       |     |
| DT | DT  | Barry Hulshoff     |     |

| 14 | MED | Paul Demesmaeker | 60' |
| 15 | MED | Paul Theunis     | 73' |

| 14 | MED | Dennis Bergkamp | 37' |
| 16 | DEL | Hennie Meijer   | 73' |

|  | 53' | Piet Den Boer | 1-0 |

|  | 61' | Koen Sanders  |
|  | 81' | Piet den Boer |

|  | 16' | Danny Blind |

| Árbitro | Dieter Pauly |

## Campeón
| Bandera de Bélgica         |
| Campeón Mechelen 1° título |

## Goleadores
Los máximos goleadores de la Recopa de Europa 1987–88 fueron:
| Lugar | Jugador           | Equipo              | Goles |
| ----- | ----------------- | ------------------- | ----- |
| 1     | Paulinho Cascavel | Sporting CP         | 6     |
| 2     | Klaus Allofs      | Olympique Marseille | 4     |
| 2     | Piet den Boer     | KV Mechelen         | 4     |
| 2     | Eli Ohana         | KV Mechelen         | 4     |
| 2     | Jean-Pierre Papin | Olympique Marseille | 4     |
| 2     | Tony Sealy        | Sporting CP         | 4     |
| 7     | Remco Boere       | Den Haag            | 3     |
| 7     | Aldo Cantarutti   | Atalanta            | 3     |
| 7     | Oliviero Garlini  | Atalanta            | 3     |
| 7     | Bruno Labbadia    | Hamburg             | 3     |
| 7     | Juraj Majoroš     | Dunajská Streda     | 3     |
| 7     | Henny Meijer      | Ajax                | 3     |
| 7     | Dario Zuffi       | Young Boys          | 3     |